# Pachysentis procumbens
Pachysentis procumbens är en hakmaskart som beskrevs av Meyer 1931. Pachysentis procumbens ingår i släktet Pachysentis och familjen Oligacanthorhynchidae. Inga underarter finns listade i Catalogue of Life.